# De Vink (molen)
De Vink is een standerdmolen aan de Stenenkamerstraat 33 in Herveld (gemeente Overbetuwe). De gesloten standerdmolen dateert uit 1722. Zijn naam heeft de molen bij de restauratie van 1969 gekregen, naar de molenaarsfamilie die de molen vele generaties in bezit heeft gehad. Op 3 januari 2012 is de molen in eigendom gekomen van de Stichting Molen de Vink.
De molen heeft twee koppel maalstenen: 1 koppel 17der en 1 koppel 16der kunststenen.
Van de doorgezakte molen zijn in 2018 de zonneblokken weggehaald, waardoor de standerd omhoog gebracht werd. Hiervoor is de molen onder de hoekstijlen opgekrikt geweest.